# Kanton Grez-en-Bouère
Grez-en-Bouère is een voormalig kanton van het Franse departement Mayenne. Het kanton maakte deel uit van het arrondissement Château-Gontier. Het werd opgeheven bij decreet van 21 februari 2014 met uitwerking op 22 maart 2015. Alle gemeenten werden opgenomen in het kanton Meslay-du-Maine.

## Gemeenten
Het kanton Grez-en-Bouère omvatte de volgende gemeenten:
- Ballée
- Beaumont-Pied-de-Bœuf
- Bouère
- Bouessay
- Le Buret
- Grez-en-Bouère (hoofdplaats)
- Préaux
- Ruillé-Froid-Fonds
- Saint-Brice
- Saint-Charles-la-Forêt
- Saint-Loup-du-Dorat
- Villiers-Charlemagne

Al deze gemeenten behoren sinds 2015 tot het Kanton Meslay-du-Maine.